# Tênis nos Jogos Olímpicos de Verão da Juventude de 2014
O tênis nos Jogos Olímpicos de Verão da Juventude de 2014 realizou-se entre 17 e 24 de Agosto. Os eventos decorreram na Academia de Ténis da China, localizada no Instituto do Desporto de Nanquim em Nanquim, China.

## Qualificação
Cada Comité Olímpico Nacional (CON) pôde participar com dois atletas de cada sexo. A China, como anfitriã, teve direito a uma vaga em cada género para o caso de não se qualificar normalmente, mas qualificou duas raparigas e decidiu não levar qualquer rapaz. A Comissão Tripartida decidiu outros três atletas participantes de cada sexo, e como só quatro das vagas foram usadas, as restantes foram redistribuídas de acordo com o Ranking Mundial Junior. Os restantes 56 lugares foram preenchidos segundo os Rankings ATP, Rankings WTA e Rankings Mundiais Juniores ITF a 9 de Junho de 2014. Os primeiros 12 lugares de cada sexo foram para qualquer atleta classificado nos primeiros 450 dos Rankings ATP (rapazes) e dos primeiros 200 dos Rankings WTA (raparigas). Qualquer vaga que sobre teria que ser redistribuída pelos melhores atletas dos Rankings Mundiais Juniores ITF. Os últimos 16 lugares de cada sexo foram divididos em duas zonas e dadas aos melhores seguintes nos rankings juniores.
Para poder participar nas Olimpíadas da Juventude, os atletas devem ter nascido entre 1 de Janeiro de 1996 e 31 de Dezembro de 1999. Além disso, todos os jogadores qualificados participaram também em eventos de pares e de pares mistos.
Masculino
| Evento                         | Método de apuramento                 | Data               | Total de vagas | Qualificados |
| ------------------------------ | ------------------------------------ | ------------------ | -------------- | --- |
| Anfitriões                     | -                                    | -                  | 0              | |
| Rankings ATP                   | Top 450                              | 9 de Junho de 2014 | 1              | RUS Karen Khachanov |
| Rankings Mundiais Juniores ITF | Melhores Atletas                     | 9 de Junho de 2014 | 13             | USA Alex Rybakov RUS Andrey Rublev BEL Clement Geens POL Jan Zieliński JPN Jumpei Yamasaki POL Kamil Majchrzak KOR Lee Duck-hee BRA Marcelo Zormann ARG Matías Zukas PER Nicolás Álvarez CRO Nino Serdarušić BRA Orlando Luz CYP Petros Chrysochos |
| Rankings Mundiais Juniores ITF | África                               | 9 de Junho de 2014 | 2              | BDI Guy Orly Iradukunda RSA Lloyd Harris |
| Rankings Mundiais Juniores ITF | Ásia/Oceânia                         | 9 de Junho de 2014 | 4              | KOR Chung Yunseong AUS Harry Bourchier AUS Marc Polmans JPN Ryotaro Matsumura |
| Rankings Mundiais Juniores ITF | Europa                               | 9 de Junho de 2014 | 5              | SVK Alex Molčan HUN Andre Biro SWE Daniel Appelgren SVK Martin Blaško SRB Petar Conkić |
| Rankings Mundiais Juniores ITF | América do Norte, Central e Caraíbas | 9 de Junho de 2014 | 2              | BAH Justin Roberts BAH Rasheed Carey |
| Rankings Mundiais Juniores ITF | América do Sul                       | 9 de Junho de 2014 | 3              | ARG Francisco Bahamonde PER Juan José Rosas COL Luis Valero |
| Convite tripartido             | -                                    | -                  | 2              | MNE Pavle Rogan SRI Sharmal Dissanayake |
| TOTAL                          |                                      |                    | 32             | |

Feminino
| Evento                         | Critério                             | Data               | Total de vagas | Qualificados |
| ------------------------------ | ------------------------------------ | ------------------ | -------------- | --- |
| Anfitriões                     | -                                    | -                  | 0              | |
| WTA Rankings                   | Top 200                              | 9 de Junho de 2014 | 0              | |
| Rankings Mundiais Juniores ITF | Melhores Atletas                     | 9 de Junho de 2014 | 14             | RUS Anastasiya Komardina HUN Anna Bondár RUS Darya Kasatkina ROU Ioana Ducu ROU Ioana Loredana Roșca BLR Iryna Shymanovich SRB Ivana Jorović SUI Jil Belen Teichmann SVK Kristína Schmiedlová CZE Markéta Vondroušová AUS Priscilla Hon EGY Sandra Samir CHN Sun Ziyue CHN Xu Shilin |
| Rankings Mundiais Juniores ITF | África                               | 9 de Junho de 2014 | 1              | ALG Ines Ibbou |
| Rankings Mundiais Juniores ITF | Ásia/Oceânia                         | 9 de Junho de 2014 | 4              | THA Kamonwan Buayam KOR Kim Dabin AUS Naiktha Bains IND Ojasvinee Singh |
| Rankings Mundiais Juniores ITF | Europa                               | 9 de Junho de 2014 | 6              | BEL Greetje Minnen CZE Simona Heinová HUN Fanni Stollár LAT Jeļena Ostapenko LTU Akvilė Paražinskaitė UKR Anhelina Kalinina |
| Rankings Mundiais Juniores ITF | América do Norte, Central e Caraíbas | 9 de Junho de 2014 | 2              | MEX Renata Zarazúa USA Sofia Kenin |
| Rankings Mundiais Juniores ITF | América do Sul                       | 9 de Junho de 2014 | 3              | ECU Domenica González BRA Luisa Stefani COL María Fernanda Herazo |
| Convite tripartido             | -                                    | -                  | 2              | PAR Camila Giangreco Campiz NAM Lesedi Sheya Jacobs |
| TOTAL                          |                                      |                    | 32             | |

## Calendário
O calendário foi publicado pelo Comité Organizador dos Jogos Olímpicos da Juventude de Nanquim.
Todos os horários são pela hora padrão chinesa  (UTC+8). 
| Data         | Dia da semana | Hora de início | Evento |
| ------------ | ------------- | -------------- | --- |
| 17 de Agosto | Domingo       | 15:00          | Simples masculino: 1ª Ronda Simples feminino: 1ª Ronda |
| 18 de Agosto | 2ª Feira      | 15:00          | Simples feminino: 1ª Ronda Simples masculino: 1ª Ronda |
| 19 de Agosto | 3ª Feira      | 15:00          | Simples masculino: 2ª Ronda Pares feminino: 1/4os-final Pares mistos: 1ª Ronda |
| 20 de Agosto | 4ª Feira      | 15:00          | Simples masculino: 1/4os-final Simples feminino: 2ª Ronda Pares masculino: 1/4ps-final Pares feminino: Meias-finais                                                                                  |
| 21 de Agosto | 5ª Feira      | 15:00          | Simples masculino: Meias-finais Simples feminino: 1/4s-final Pares mistos: 2ª Ronda |
| 22 de Agosto | 6ª Feira      | 15:00          | Simples masculino: Jogo da medalha de Bronze Simples feminino: Meias-finais Pares masculino: Meias-finais Pares feminino: Jogo da medalha de Bronze Pares mistos: 1/4os-final                        |
| 23 de Agosto | Sábado        | 15:00          | Simples masculino: Jogo da medalha de Ouro Simples feminino: Jogo da medalha de Bronze Pares masculino: Jogo da medalha de Bronze Pares feminino: Jogo da medalha de Ouro Pares mistos: Meias-finais |
| 24 de Agosto | Domingo       | 15:00          | Simples feminino: Jogo da medalha de Ouro Pares masculino: Jogo da medalha de Ouro Pares mistos: Jogo da medalha de Bronze Pares mistos: Jogo da medalha de Ouro                                     |

## Medalhistas
| Evento                           | Ouro                                                                   | Prata                                                       | Bronze                                                                   |
| -------------------------------- | ---------------------------------------------------------------------- | ----------------------------------------------------------- | ------------------------------------------------------------------------ |
| Simples masculino detalhes       | Kamil Majchrzak POL Polônia                                            | Orlando Luz BRA Brasil                                      | Andrey Rublev RUS Rússia                                                 |
| Simples feminino detalhes        | Xu Shilin CHN China                                                    | Iryna Shymanovich BLR Bielorrússia                          | Akvilė Paražinskaitė LTU Lituânia                                        |
| Pares/Duplas masculinas detalhes | Orlando Luz Marcelo Zormann BRA Brasil                                 | Karen Khachanov Andrey Rublev RUS Rússia                    | Ryotaro Matsumura Jumpei Yamasaki JPN Japão                              |
| Pares/Duplas femininas detalhes  | UKR Anhelina Kalinina BLR Iryna Shymanovich IOC Equipes internacionais | Darya Kasatkina Anastasiya Komardina RUS Rússia             | LAT Jeļena Ostapenko LTU Akvilė Paražinskaitė IOC Equipes internacionais |
| Pares/Duplas mistas detalhes     | SUI Jil Teichmann POL Jan Zieliński IOC Equipes internacionais         | CHN Ye Qiuyu JPN Jumpei Yamasaki IOC Equipes internacionais | HUN Fanni Stollár POL Kamil Majchrzak IOC Equipes internacionais         |

## Quadro de medalhas
| Ordem | País                       | Medalha de ouro | Medalha de prata | Medalha de bronze |    | Ordem por total |
| ----- | -------------------------- | --------------- | ---------------- | ----------------- | -- | --------------- |
| –     | IOC Equipes internacionais | 2               | 1                | 2                 | 5  | –               |
| 1     | BRA Brasil                 | 1               | 1                |                   | 2  | 1               |
| 2     | CHN China                  | 1               |                  |                   | 1  | 3               |
|       | POL Polônia                | 1               |                  |                   | 1  | 3               |
| 4     | RUS Rússia                 |                 | 2                | 1                 | 3  | 2               |
| 5     | BLR Bielorrússia           |                 | 1                |                   | 1  | 3               |
| 6     | JPN Japão                  |                 |                  | 1                 | 1  | 3               |
|       | LTU Lituânia               |                 |                  | 1                 | 1  | 3               |
| TOTAL | TOTAL                      | 5               | 5                | 5                 | 15 |                 |